# Доронин, Яков Алексеевич
Я́ков Алексе́евич Доро́нин (17 марта 1900 — 19 мая 1989) — политический работник советских Вооружённых сил, генерал-майор (1942).

## Биография
Родился в русской семье рабочих. 
В Красной армии с июля 1918 года. 
Участник Гражданской войны, находился на различных командирских и военно-административных должностях. Член РКП(б) с 1921 года. После окончания курсов при Военно-политической академии на политической работе. Был политическим руководителем полковой школы 3-го Туркестанского стрелкового полка с ноября 1924 года, секретарём партийного бюро 1-го Туркестанского стрелкового полка, военным комиссаром 4-го отдельного автомобильного батальона с января 1929 года, инструктором-литератором с марта 1930 года, старшим инструктором политического управления Среднеазиатского военного округа, военкомом 15-го Туркестанского горнострелкового полка с февраля 1933 года, 9-го Туркестанского горнострелкового полка с апреля 1935 года, 3-го горнострелкового полка 3-й горнострелковой дивизии Среднеазиатского военного округа.
Затем с сентября 1937 года старший инспектор отдела руководящих политических органов Политического управления РККА. С июня 1938 года член Военного совета Закавказского военного округа. Делегат с правом решающего голоса XVIII-й конференции ВКП(б) с 15 до 20 февраля 1941 года. Заместитель командира 17-го стрелкового корпуса 12-й армии Киевского Особого военного округа по политической части. 
В годы Великой Отечественной войны являлся членом военных советов — 12-й армии, 8-й саперной армии, 30-й армии, с апреля по октябрь 1943 года 10-й гвардейской армии, с 7 января до 7 мая 1944 года 8-й гвардейской армии. 
После войны занимал должности начальника политического отдела ряда корпусов, заместителя командующего Киевским особым военным округом по материальному обеспечению, заместителя начальника управления тыла Министерства обороны СССР по политической части.
В отставке с 27 апреля 1956 года.
Скончался 19 мая 1989 года на 90-м году жизни. Похоронен на Ваганьковском кладбище Москвы.

### Звания
- Бригадный комиссар (22 февраля 1938);
- Дивизионный комиссар (9 марта 1939);[5]
- Корпусной комиссар (19 июня 1940);
- Генерал-майор (6 декабря 1942).

### Награды
- Орден Ленина (21.02.1945),
- Четыре ордена Красного Знамени (28.09.1943, 19.03.1944, 03.11.1944, 20.06.1949),
- Орден Отечественной войны I степени (06.04.1985),
- Орден «Знак Почёта» (22.02.1938),
- Медаль «За победу над Германией в Великой Отечественной войне 1941–1945 гг.»,
- Медали СССР.